# Sir Arthur Mc Gregor
Pour les articles homonymes, voir McGregor.
Sir Arthur McGregor est l'une des vingt-et-une municipalités de l'État d'Anzoátegui au Venezuela. Son chef-lieu et capitale de l'État est El Chaparro. En 2011, la population s'élève à 9 768 habitants.

## Géographie

### Subdivisions
La municipalité possède une seule paroisse civile et une parroquia capital, traduite ici par « capitale » (en italiques et suivie d'une astérisque) avec, chacune à sa tête, une capitale (entre parenthèses) :
- Capitale Sir Arthur Mc Gregor * (El Chaparro) ;
- Tomás Alfaro Calatrava (José Gregorio Monagas).